# Can Gatzius
Can Gatzius és una masia de Sant Martí de Llémena (Gironès) inclosa a l'Inventari del Patrimoni Arquitectònic de Catalunya.

## Descripció
És una masia de planta rectangular de planta baixa i dos pisos, coberta a doble vessant. Té la façana arrebossada i les finestres són de pedra ben tallada. La finestra ubicada a sobre de la porta de la façana principal és amb guardapols recta i de motllures, té una llinda planera amb motiu floral i una creu, amb la inscripció MIQUEL-1727. Ampit de pedra amb motllures. Brancals de pedra polida.